# Władysław Markowski (porucznik)
Władysław Markowski ps. „Sęp”, „Dżumba” (ur. 30 sierpnia 1920 w Wilnie, zm. 18 lipca 1997) – oficer Armii Krajowej, kawaler Orderu Virtuti Militari, magister inżynier.

## Życiorys
Syn Andrzeja, mechanika . Przed wojną był drużynowym 14 Drużyny Hufca Wileńskiego, w stopniu ćwika . Był trzykrotnym mistrzem Wilna i mistrzem Polski w wioślarskiej czwórce ze sternikiem. Zakwalifikował się do kadry na olimpiadę w Londynie.
We wrześniu 1939 roku walczył jako ochotnik w 1 pułku piechoty Legionów . W październiku 1939 został internowany na Litwie. Przebywał w obozach w Połądze i Birsztunach. Wiosną 1940 roku uciekł z obozu i zatrzymał się w Wilnie.
Od kwietnia 1941 działał w Związku Walki Zbrojnej, w dzielnicy „Antokol” i „Śródmieście” Garnizonu Dwór. W marcu 1942 roku został aresztowany i wywieziony na roboty do Niemiec. W grudniu 1942 roku uciekł z robót i wrócił do Wilna. Ukrywał się pod nazwiskiem Starski. Wiosną 1943 roku został zaprzysiężony przez ppor. Wiktora Jagodę i po przeszkoleniu skierowany do oddziału leśnego „Dzika”. 1 października przyjął pseudonim „Dżumba”. W 3 Brygadzie „Szczerbca” walczył m.in. w Pokirnie, Dubnikach, Wornianach, Taboryszkach, Turgielach, Polanach, Mickunach, Graużyszkach, Czarnym Borze, Białe Wace, Trokach, Pawłowie. W ataku na Nowe Troki został ranny w rękę i w głowę. 15 maja 1944 został mianowany podporucznikiem czasu wojny . Dowodził 2. kompanią. W lipcu 1944 jako dowódca 1 plutonu w 2 kompanii, wziął udział w Operacji „Ostra Brama”. Po bitwie o Wilno został aresztowany i osadzony w Miednikach, a następnie w obozie w Kałudze (od 4 sierpnia 1944), Riazaniu i Potmie.
Wiosną 1946 roku uciekł z zesłania i zamieszkał w Łodzi. Nawiązał kontakt z Mikołajem Kurczokiem, ps. „Leśny” i rozpoczął działalność w WIN. Pracując, studiował na Politechnice Wrocławskiej, a w 1952 uzyskał dyplom inżyniera. W 1980, po zawale, przeszedł na emeryturę. W konsekwencji ran odniesionych w partyzantce został uznany za inwalidę wojennego.
Jest autorem albumu „3 Brygada „Szczerbca” oraz współautorem dużej wystawy fotograficznej AK na Wileńszczyźnie zawierającej unikatowe zdjęcia z oddziałów partyzanckich oraz z obozów i łagrów.
Był żonaty. Miał dwie córki i syna .

## Ordery i odznaczenia
- Krzyż Srebrny Orderu Virtuti Militari (zweryfikowany przez Departament Kadr MON decyzją nr 8800/W)[3]
- Krzyż Walecznych (zweryfikowany przez Departament Kadr MON decyzją nr 8591/W)[3]
- Krzyż Armii Krajowej – 1967[3]